# Nikolai Stàrostin
Nikolai Petróvitx Stàrostin (rus: Никола́й Петро́вич Ста́ростин; 26 de febrer [C.J. 13 de febrer] de 1902 a Moscou, Imperi Rus; † 17 de febrer de 1996, Moscou, Rússia) fou un jugador de futbol i hoquei sobre gel i entrenador de futbol. Va ser un dels més reeixits futbolistes soviètics dels anys d'entreguerres i cofundador del Spartak de Moscou, del qual en fou també el president durant molts anys. Els seus tres germans Andrei, Aleksandr i Piotr també van estar vinculats al Spartak durant les seves vides. Als anys quaranta i cinquanta va passar més de 11 anys sota custòdia, en camps de treball i a l'exili, abans de ser rehabilitat després de la mort de Stalin.

## Biografia
Nikolai Stàrostin va néixer al districte de Présnenski, a Moscou, on va gaudir d'una còmoda infància a causa de la bona posició del seu pare, guia de caça per a la Societat de Caça Imperial. Nikolai tenia tres germans més joves, Andrei, Aleksandr i Piotr. Va estudiar en una acadèmia comercial, on per primera vegada va començar a jugar a futbol. No obstant això, aquest esport no gaudia encara de gran popularitat a Rússia en aquest període, però estava creixent. Es va crear una lliga a Moscou el 1910, però es va extingir en els anys posteriors a la revolució de 1917. Stàrostin va donar la benvinguda a la revolució, tot i que no hi va prendre part de manera especial. Després de la mort del seu pare, de febre tifoide el 1920, Stàrostin va mantenir a la seva família jugant a futbol a l'estiu i hoquei sobre gel a l'hivern.

## Carrera com a futbolista
El 1921 es va formar el Cercle Esportiu de Moscou (més tard Kràsnaia Présnia) per Ivan Artiémiev i el mateix Stàrostin. L'equip va construir el seu propi estadi a la primavera de 1922 i ho va vèncer venent entrades per als partits i fent partits a tota Rússia. Com a part de la reorganització de 1926 del futbol a la Unió Soviètica, Stàrostin va obtenir el patrocini del sindicat de treballadors de l'alimentació per al club i la seva seu es va traslladar a l'estadi Tomski, de 13.000 localitats. L'equip va canviar de patrocinador diverses vegades en els anys següents, ja que havia de competir amb el Dinamo de Moscou, l'estadi del qual, de 35.000 seients, estava a prop. Com a atleta d'alt nivell, Stàrostin es va acostar ràpidament a Aleksandr Kóssarev, secretari del Komsomol (Unió Comunista de la Joventut) que en aquell temps ja tenia una influència important en l'esport i, al mateix temps, volia desenvolupar-la activament. El novembre de 1934, amb fons de la Promkooperàtsia, Kóssarev va contractar Stàrostin i els seus germans per desenvolupar un equip de futbol que fos més potent. Un cop més l'equip va canviar el seu nom, aquesta vegada a Spartak de Moscou. Va prendre el seu nom en honor del gladiador traci de l'antiga Roma Espàrtac, en rus: Спартак (Spartak). Igual que el propi Espàrtac, el club semblava representar els explotats, a diferència dels seus rivals del Dinamo de Moscou (gestionat per la policia secreta) i el CSKA de Moscou (dirigit per l'exèrcit). Stàrostin va jugar i entrenar l'Spartak, i els seus tres germans també van jugar al club.
El 1936 es van introduir una nova lliga i una competició de copa a la Unió Soviètica. En el primer any, el Dinamo va guanyar la lliga i la copa va ser conquerida per l'Spartak. El 1937, les posicions es van invertir, però l'Spartak va guanyar la lliga i la copa el 1938 i 1939, per a gran disgust de Lavrenti Bèria, el cap de la policia secreta, que era també el president del Dinamo. Com a entusiasta futbolista en la seva joventut, Bèria havia jugat contra Stàrostin en la dècada de 1920, i havia patit una derrota humiliant. La rivalitat Dinamo-Spartak es va convertir en la més amarga de l'esport soviètic.

## Arrest i condemna al Gulag
A finals dels anys trenta, molts dels amics i gent propera a Stàrostin, inclòs Kòssarev, foren arrestats durant la repressió estalinista. També des del costat del NKVD i la màquina repressiva estatal hi va haver seriosos intents de controlar els esdeveniments esportius, incloent forçar un partit de desempat en una semifinal de Copa de 1939 contra el Dinamo de Tblissi, després que l'Spartak guanyés el primer partit per un gol en disputa. Van guanyar el partit de desempat, que no va tenir lloc fins després que l'Spartak ja havia guanyat la final.

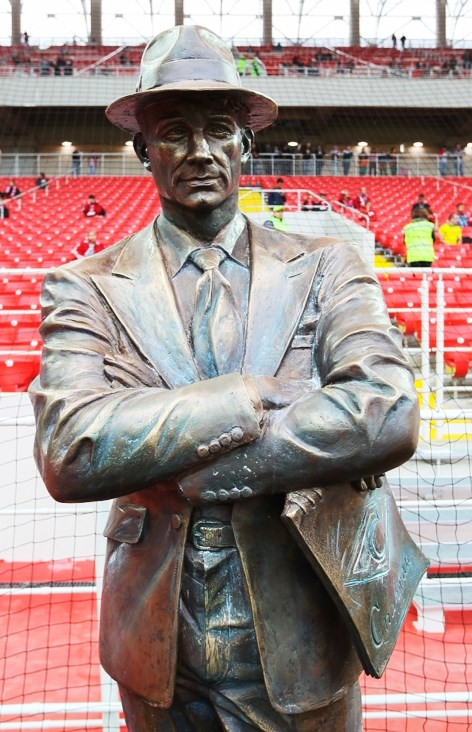
Figura de bronze de Nikolai Stàrostin a l'estadi Otkritie Arena.

El 20 de març de 1942, Stàrostin va ser detingut, juntament amb els seus tres germans i altres futbolistes, davant de les acusacions d'implicació en un complot per matar Ióssif Stalin. Després de dos anys d'interrogatoris a la Lubianka, els càrrecs van ser retirats, però els Stàrostin van ser jutjats i condemnats a deu anys a Sibèria, després d'haver estat declarats culpables de "lloar esports burgesos i tractar d'arrossegar motius burgesos a l'esport soviètic ". La sentència va ser molt indulgent a causa de la popularitat del futbol i de Stàrostin. Quan es van publicar en 2003 els detalls de la veritable sentència del tribunal, es va saber que els Stàrostin no van ser condemnats per delictes polítics, sinó pel robatori d'articles esportius de les botigues que havien de supervisar i la venda d'aquests productes. Nikolai Stàrostin es va beneficiar amb 28.000 rubles, Aleksandr amb 12.000, Andrei i Piotr cadascun amb 6.000 rubles.
A més, Nikolai Stàrostin va ser declarat culpable de subornar a la comissari militar Kutarjevski del districte Bàuman de Moscou. Kutarjevski, utilitzant la seva influència, va aconseguir que diverses persones que suposadament havien estat reclutades per servir a l'exèrcit durant la Segona Guerra Mundial no fossin enviades al front i es quedessin a Moscou. Aquestes persones incloïen distribuïdors d'aliments i gerents de botigues de menjar, que al seu torn van assortir Stàrostin amb subministrament d'aliments il·limitats durant el temps de guerra, quan l'escassetat d'aliments era comú (d'acord amb la sentència, el gerent de la botiga d'aliments Zviózdkin va donar a Stàrostin 60 quilograms de mantega i 50 quilograms de carn).
Durant la seva estada al gulag, les habilitats de Stàrostin van ser molt requerides i va fer d'entrenador en diversos camps. Com a pres va ser tractat amb benevolència pels comandants, que miraven amb bons ulls el futbol i va obtenir nombrosos privilegis. A diferència d'altres reclusos notables, Stàrostin mai va ser maltractat i era molt estimat entre els guàrdies i presos, que s'aplegaven a escoltar les seves històries de futbol.
Després de dos anys de presó, l'acusació contra Nikolai Stàrostin va ser abandonada. Les versions dels motius de l'alliberament són diferents: des de la popularitat del jugador fins a la intercessió per ell de Vassili Stalin, fill de Ióssif Stalin, perquè necessitava un entrenador de futbol. Segons aquesta versió, el 1948 Stàrostin va rebre una trucada de telèfon al camp del fill de Stalin. Tots dos s'havien conegut en la dècada del 1930, quan la filla de Stàrostin havia fet amistat amb ell al club d'hípica de l'Spartak. Ara era comandant en cap de la Força Aèria Soviètica i el va portar de tornada a Moscou Stàrostin per entrenar l'equip de futbol de la força aèria, que, sobre el paper, es va convertir en un peó en el conflicte entre Vassili i Lavrenti Béria. La policia secreta de Béria aviat va visitar Stàrostin a casa, i li va donar quatre hores per abandonar Moscou. Vassili va reaccionar prenent a Stàrostin sota la seva protecció. Els dos van passar tot el temps junts, fins i tot dormint en el mateix i ampli llit (Vassili amb una pistola sota el coixí).
En una ocasió, quan Vassili estava borratxo, Stàrostin va sortir per una finestra oberta per veure la seva família. Va ser detingut per la policia secreta a les sis del matí següent i enviat al gulag de Maikop. A Oriol, però, el líder de contraespionatge de Vassili es va reunir al tren de retorn de Stàrostin a Moscou. Stàrostin va demanar que se li permetés viure al sud de Rússia i Vassili va acceptar, amb la condició que fos l'entrenador de l'equip local del Dinamo. La policia secreta el va interceptar i va ser desterrat de per vida al Kazakhstan. Stàrostin va ser enviat inicialment a Akmólinsk, on va entrenar l'equip de futbol local. Més tard es va traslladar a Alma-Atà per convertir-se en entrenador d'hoquei sobre gel i de futbol amb el FK Kairat Almaty. Els esforços de Stàrostin van contribuir a convertir el club en l'equip kazakh més important de l'era soviètica.

### Llibertat
Stalin va morir el 5 de març de 1953. Béria, que inicialment havia encapçalat un grup polític després de la mort de Stalin, va ser executat aquest mateix any. Com a part del moviment cap a la "desestalinització" es va declarar una amnistia per a diversos presos polítics i Stàrostin estava entre ells. La seva condemna i la dels seus germans van ser declarades il·legals, i van ser posats en llibertat. Nikolai Stàrostin va ser designat entrenador de la selecció nacional de futbol Soviètica, i el 1955 va tornar al Spartak com a president, càrrec que va mantenir fins al 1992. Stàrostin va publicar les seves memòries, titulades Futbol skvoz godi ("Futbol a través dels anys"), el 1989.

## Honors i premis

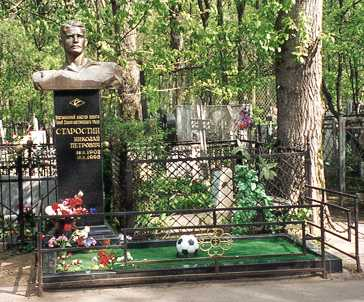
Tomba de Nikolai Stàrostin al cementiri de Vagànkovo, Moscou (amb el seu propi camp de futbol en miniatura).

- Heroi del Treball Socialista (1990)
- Orde del Mèrit per la Pàtria, 3a classe (19 d'abril de 1995) - pels serveis en el desenvolupament de la cultura física i els esports i la gran contribució personal a la recuperació i l'aparició de la societat esportiva "Spartak"
- Tres Ordes de Lenin (1937, 1987, 1990)
- Orde de l'Amistat dels Pobles (1982)
- Mestre Honorat d'Esports